# Helianthemum brachypodium
Helianthemum brachypodium är en solvändeväxtart som först beskrevs av René Charles Maire, och fick sitt nu gällande namn av Werner Rodolfo Greuter och Burdet. Helianthemum brachypodium ingår i släktet solvändor, och familjen solvändeväxter. Inga underarter finns listade i Catalogue of Life.